# Mar de Mineiro
Mar de mineiro é um livro de poesia publicado por Cacaso (pseudônimo de Antônio Carlos de Brito), em 1982 com a dedicatória para Nelson Angelo e Novelli. Conta com 46 poemas. Estes são, na maior parte, breves, tendo alguns apenas uma ou duas linhas (Porvir, por exemplo, tem apenas quatro palavras). Assumem às vezes um tom irônico, jocoso e crítico, às vezes um tom íntimo e confessional. Como indica o título, um dos principais temas do livro é o jogo poético com o fato do estado de Minas Gerais não ter costa marítima. Foi republicado novamente pelas editoras Cosac & Naify e 7 Letras em 2002, na coleção Ás de colete, que reúne as obras poéticas de vários escritores notáveis do período, como, por exemplo Chacal.

## Lista de poemas
- Postal;
- No caminho da Gávea;
- Idade de ouro;
- Sem nome;
- Posteridade;
- Tempo;
- Valsa neo-romântica;
- Táxi;
- Desencontro marcado;
- Elogio da loucura;
- Álbum;
- Convívio;
- Venus Brasil;
- Exceção;
- Porvir;
- Álgebra;
- Rito;
- Panacéia;
- Temporada;
- Juízo final;
- Manhã profunda;
- Marcha fúnebre;
- Máquina do tempo;
- Salário máximo;
- Didática;
- Prática da relatividade;
- Brinquedos (de Pedro Assumpção de Brito);
- História da riqueza do homem;
- Preceito;
- Poética;
- O mar (de Pedro Assumpção de Brito);
- Infância (1);
- Infância (2);
- Serviço de informações;
- Palimpsesto;
- Conversa de tico-tico;
- Fazenda de São Pedro (1);
- Fazenda de São Pedro (2);
- Fazenda de São Pedro (3);
- Livre-arbítrio;
- A palavra do Senhor;
- Lógica menor (de idade);
- Já já;
- Sobra a prática;
- Tiau Roberval (ou: vai nessa malandro);
- O fazendeiro do mar.